# Castell de Bettendorf
El castell de Bettendorf (en luxemburguès: Schlass Bettenduerf; en francès: Château de Bettendorf)), està situat al poble de Bettendorf) a l'est del Gran Ducat de Luxemburg.
L'origen del castell és del segle xii, encxara que l'edifici que és mostra és d'arquitectura barroca de l'any 1728 i va ser restaurat el 1962. El castell és de propietat privada i no es pot visitar.